# Pieter Rudolph Kleijn

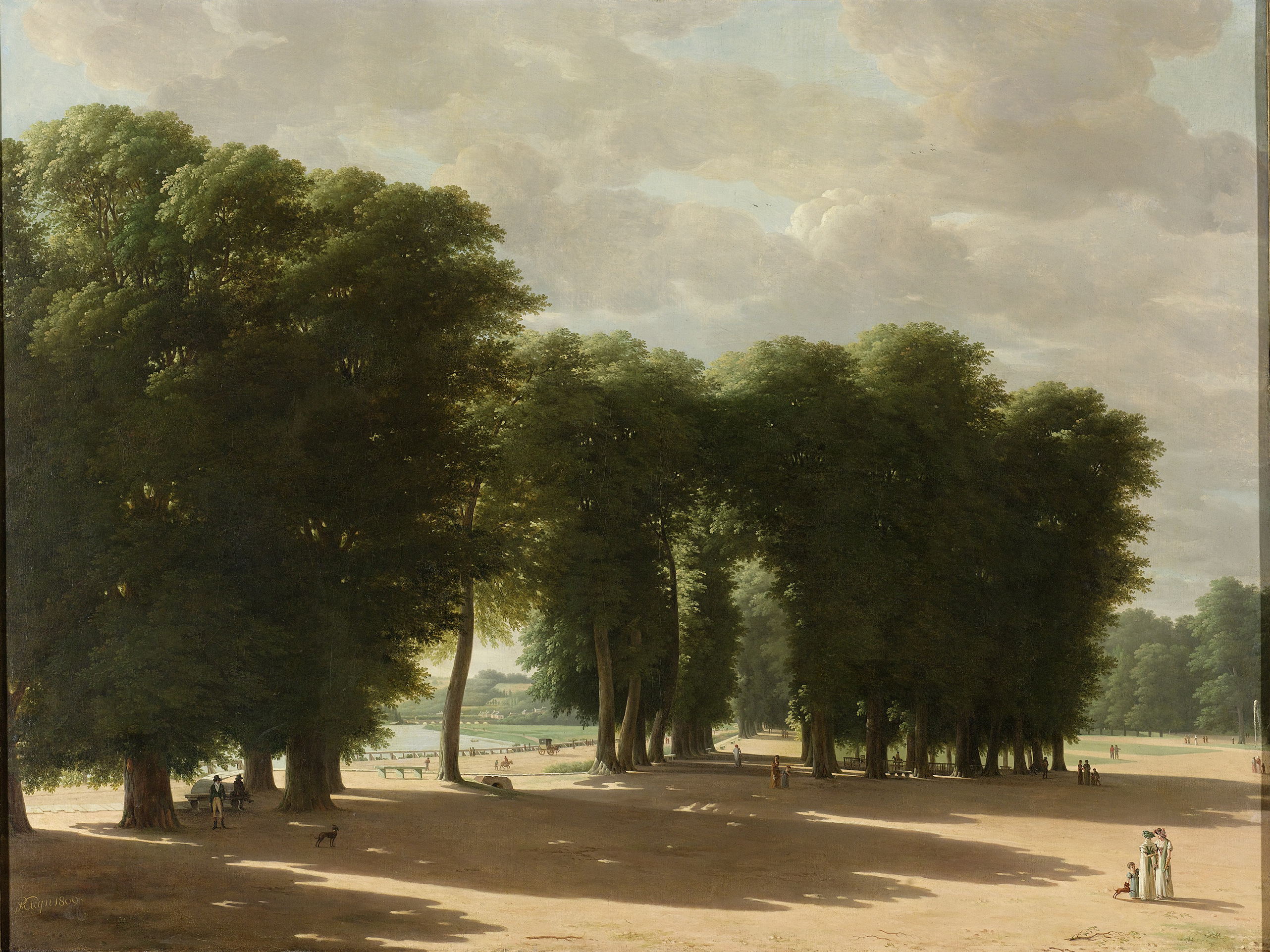
De ingang van het park van Saint-Cloud in Parijs, 1809, Rijksmuseum Amsterdam, zaal 1.12.

Pieter Rudolph Kleijn, ook wel geschreven Kleyn (Hooge Zwaluwe, 17 mei 1785 - Leiden, 17 februari 1816), was een Nederlands kunstschilder. Hij schilderde vooral landschappen in een neoclassicistische stijl.

## Leven en werk
Kleijn kreeg zijn opleiding te Dordrecht bij de broers Jacob en Abraham van Strij en later aan de Haagse Tekenacademie. In 1808, op dertienjarige leeftijd, kreeg hij een beurs van koning Lodewijk Napoleon, waarmee hij in Parijs kon gaan studeren bij Jacques-Louis David en Joseph-Xavier Bidault. In 1810 trok hij naar Rome, waar hij zijn studies vervolgde aan de Franse Academie in de Villa Medici.
Net als in het werk van zijn medestudenten Josephus Augustus Knip en Antonie Sminck Pitloo, is de invloed van het Franse neoclassicisme duidelijk herkenbaar in Kleijns oeuvre vanaf 1808. Hij maakte vooral landschappen in een licht palet, zelden met figuren. Zijn bekendste werk is De ingang van het park van Saint-Cloud in Parijs uit 1809, te zien in het Rijksmuseum Amsterdam. Het toont een imposante bomenrij met minieme figuren. In de schaduw van de bomen rechts staat een schilder met een ezel, mogelijk de schilder zelf. Het Rijksmuseum heeft ook nog twee andere werken van Kleijn in haar collectie: Gezicht op de vlakte van Montmorency bij Saint-Leu-la-Forêt en De Aqua Cetosa bij Rome.
Rond 1813 was Kleijn weer terug in Nederland en nam dienst bij het 5e bataljon van de Nationale Militie van Willem I, als tweede luitenant, die bij de Slag bij Waterloo mee zou strijden tegen Napoleon Bonaparte. Hij raakte zwaar gewond tijdens de slag bij Quatre-Bras, lag zeventien uur op het slagveld, werd nog wel onderscheiden met de Militaire Willems-Orde, maar overleed korte tijd later, volgens Van der Aa's Lexicon "in de armen zijner diep bedroefde moeder" slechts twintig jaar oud. Hij liet een klein oeuvre na.

## Hollandse werken

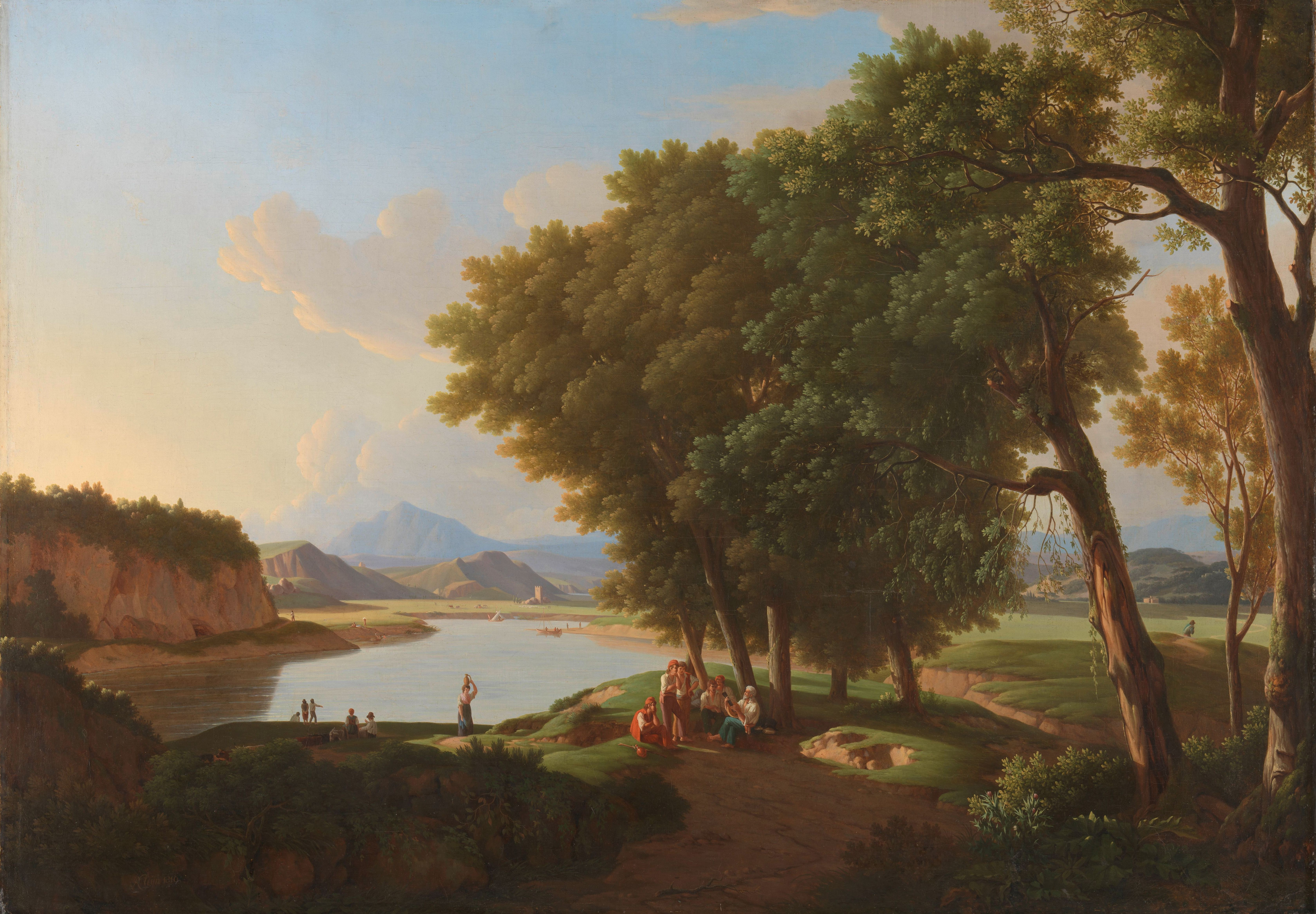
De Aqua Cetosa bij Rome, Rijksmuseum
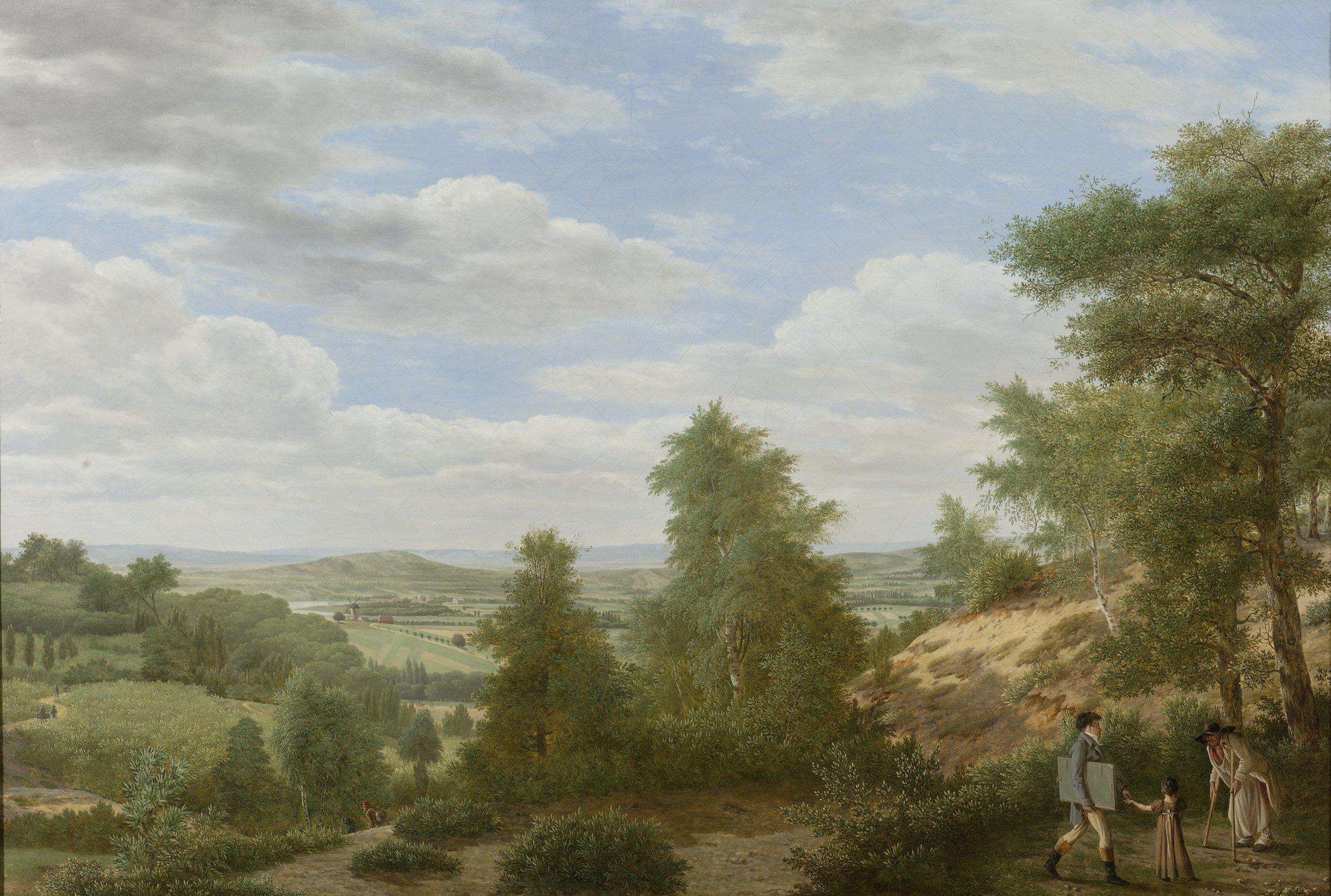
Gezicht op de vlakte van Montmorency bij Saint-Leu-la-Forêt, Rijksmuseum, zaal 1.12